# Skuggvarelser
Skuggvarelser är ett övernaturligt fenomen som sägs ha bevittnats av ett antal människor. Dessa varelser rör sig oftast mellan väggar, med oftast snabba rörelser.
Rapporter angående skuggvarelserna är liknande spöken, skillnaden är att skuggvarelserna inte har mänskliga drag, inga kläder eller att de försöker ta kontakt med människor. 
Somliga har sagt sig vara förföljda eller (väldigt sällan) attackerade av skuggvarelser. Det sägs också att dessa varelser har uppstått i några sekunder och sedan försvunnit.

## Utseende
I stort sett alla fall är varelserna svarta humanoida silhuetter, ingen mun, näsa eller ögon. Det finns dock rapporter om unga, barnliknande skuggor och skuggor utan distinkt form, samt skuggor med röda ögon. Generellt saknar varelserna någon massa, men deras natur varierar något, från två dimensionella skuggor till rökliknande och så vidare.
Varelsernas rörelser beskrivs som snabba och inte sammanhängande. De börjar röra sig sakta, som om de gick igenom en trög vätska, sen "hoppar" de till en annan plats i vittnets omgivning.

## Hypoteser

### Övernaturligt
Det finns olika teorier om vad skuggvarelser kan vara:
- Skuggvarelserna kan vara, enligt New Age-rörelsen, en form av negativ energi.
- En annan form av spöke.
- Varelser som bor i en annan dimension men som kan ta sig till vår dimension, eller som syns i vår dimension på grund av någon anledning.
- Folk med religiös bakgrund anser att varelserna kan vara demoner, eller Döden själv - alternativt änglar som varnar för en framtida händelse.
- Inom Islam finns det en form av ande, eller djinn, som passar in i beskrivningarna om skuggvarelserna. Djinner kan, precis som människan, välja mellan att göra onda eller goda handlingar.
- Inom de nordamerikanska indianstammarna finns en myt om en ond häxa, vars syfte är att beslagta själar från sjuka eller döende människor.

### Vetenskapligt
Enligt vetenskapen är skuggvarelserna en form av illusion som kan bero på det tillståndet människan är i - det kan vara mentalt och fysiskt. 
Om man använder en drog, så som LSD, kan man se varelser som dessa. Elektromagnetiska fält, om de är placerade på rätt sätt, kan "störa" hjärnan och skapa skuggillusioner.
Den som upplever en sömnparalys kan se skugglika varelser.

## Populärkultur
- Wes Cravens film They handlar om skuggvarelser.[2]
- I "White Wolf"s rollspel "Vampire: The Masquerade" kan vissa vampyrer ha övernaturliga krafter som kan påverka och kontrollera skuggor på detta sätt.